# Sabine Glaser

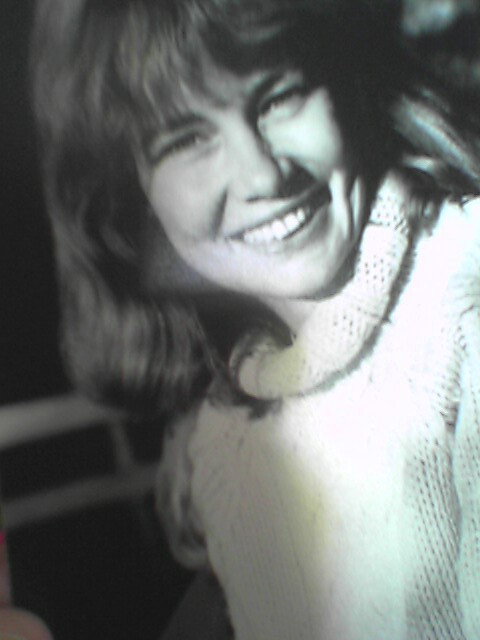
Sabine Glaser

Sabine Glaser, auch Sabine Gläser, (* 28. November 1946 in Wernigerode) ist eine deutsch-französische Schauspielerin.
Die aus dem Harz stammende Sabine Glaser wurde in den 1970er Jahren durch verschiedene Rollen im französischen Film und Fernsehen bekannt. Nach längerer Pause trat sie ab 2004 wieder als Schauspielerin verstärkt in Erscheinung.

## Filmografie
- 1972: Sex-shop
- 1973: Die unbekannte Schöne (La femme en bleu)
- 1974: Malaventure
- 1974: Der kleine Doktor: Zu viele Ärzte
- 1976: Adios
- 1976: Mado
- 1976: Mit Rose und Revolver (Les Brigades du Tigre, Fernsehserie, 1 Folge)
- 1977: Der Mann, der die Frauen liebte (L‘homme qui aimait les femmes)
- 1978: Ohne Datenschutz (Le Dossier 51)
- 2006: Marie Antoinette